# 하쓰세 (전함)
하쓰세(初瀬)는 일본 제국 해군의 시키시마형 전함 3번함이다. 함 이름의 유래는 나라현을 흐르는 하쓰세 강을 딴 것이다. 시키시마형은 아사히, 시키시마가 있으며, 1904년 5월 러일 전쟁에서 전몰되었다.

## 개요
1896년도부터 10개년 계획에 의한 제1, 제2기 해군 확장 계획에 따라 건조한 전함 중 하나로 영국 뉴캐슬어폰타인의 암스트롱 휘트워스 사 엘스윅 조선소에서 건조되었다. 준공 4년째에 러일 전쟁에 참여했다. 1904년 2월 9일부터 여순항 해전에 참가하였고, 5월 15일 여순항 포위 작전에서 여순 항구 밖의 노철산 앞바다를 항해 중에 운반함 바닥에 기뢰와 접촉하여 항행 불능이 된다. 가사기가 견인 준비를 거의 마친 오후 0시 33분에 두 번째 기뢰에 부딪쳐 후방 화약고 유폭으로 대폭발을 일으켜 약 2분만에 침몰했다. 나중에 아쿠타가와 류노스케의 아내가 되는 아쿠타가와 후미의 아버지, 쓰카모토 젠고로(제1함대 제1전대 선임 참모)도 본함과 함께 전사했다.

## 연표
- 1898년 1월 10일 영국 암스트롱 휘트워스 사에서 기공
- 1899년 6월 27일 진수
- 1901년 1월 18일 준공
  - 2월 2일 일본으로 회항
  - 4월 15일 요코스카에 도착
- 1904년 제1함대 제1전대 소속으로 러일 전쟁에 참여
  - 2월 9일부터 여순항 해전, 여순항 포위 작전에 참여
  - 5월 15일 여순항 앞바다에서 기뢰에 두 번 맞아 침몰
- 1905년 5월 21일 퇴역

## 참고 자료
- 鎌田芳朗 『海軍兵学校物語』 原書房, 1979년 7월
- 후쿠이 시즈오『후쿠이 시즈오 저작집 제1권 日本戦艦物語I』 고진샤, 1992년 ISBN 4-7698-0607-8
- 片桐大自『연합함대 군함 명명전』 光人社, 1993년 ISBN 4-7698-0386-9
- 해군역사보존회 『일본해군사』 제7권, 제9권, 제10권, 第一法規出版, 1995년
- 泉江三 『軍艦メカニズム図鑑-일본의 전함 上』グランプリ出版, 2001년 ISBN 4-87687-221-X
- 『관보』